# Maria Antonietta Beluzzi
Maria Antonietta Beluzzi, née le 2 janvier 1930 à Cesena et morte le 6 août 1997 à Bologne, est une actrice italienne, une des plus célèbres parmi beaucoup de « figures »[réf. nécessaire] de Federico Fellini.

## Biographie
Romagnole, d'origine populaire, elle est surtout célèbre pour une scène d’Amarcord (1973) de Federico Fellini dans laquelle elle incarne une buraliste qui met au défi le jeune Tita de la soulever, puis qui en récompense dénude son opulente poitrine face à l’adolescent. Incarnation d'un fantasme fellinien par excellence, Maria Antonietta Beluzzi figure au premier plan d'une des affiches d'Amarcord.
Ses autres participations cinématographiques sont beaucoup moins connues. Dix ans avant Amarcord, Fellini lui avait donné un petit rôle dans Huit et demi.
Elle se recycle par la suite en personnage sympathique et interpréta des films populaires à grand succès comme Di che segno sei? (1975), de Sergio Corbucci et L'inquilina del piano di sopra (it), (1978), de Ferdinando Baldi.
Après plusieurs années d'inactivité, elle meurt en 1997 à l'âge de 67 ans des suites d'un infarctus.

## Filmographie
- 1962 : La vita provvisoria de Hervé Bromberger, Enzo Battaglia et Vincenzo Gamna (it)
- 1963 : Huit et demi (Otto e mezzo) de Federico Fellini
- 1973 : Amarcord de Federico Fellini
- 1974 : L'erotomane de Marco Vicario
- 1974 : Il giustiziere di mezzogiorno de Mario Amendola
- 1975 : Le tapis hurle (Il piatto piange) de Paolo Nuzzi (it)
- 1975 : Di che segno sei? de Sergio Corbucci
- 1976 : Passion violente (Dedicato a una stella) de Luigi Cozzi
- 1976 : Per amore di Cesarina (it) de Vittorio Sindoni
- 1978 : L'inquilina del piano di sopra (it) de Ferdinando Baldi